# Duitsland op het Eurovisiesongfestival 2013
Duitsland heeft deelgenomen aan het Eurovisiesongfestival 2013 in Malmö, in Zweden. Het was de 57ste deelname van het land op het Eurovisiesongfestival. De groep Cascada eindigde in Zweden op de 21e plaats met het nummer Glorious.

## Selectieprocedure
De Duitse preselectie kende een ander verloop dan de voorbijgaande jaren. Na drie jaar samenwerking met ProSieben, besliste ARD nu samen te werken met Brainpool TV, waarmee de staatsomroep ook al samenwerkte voor de productie van het Eurovisiesongfestival 2011. Twaalf artiesten werden geselecteerd voor deelname aan de Duitse nationale finale. De selectie werd gedaan door een zevenkoppige vakjury, met mensen uit ARD, Brainpool TV en de grootste Duitse platenfirma's. De kandidaten werden op 17 december 2012 gepresenteerd aan het grote publiek.
De stemprocedure bestond uit drie delen. In de week voorafgaand aan de nationale finale maakte ARD de nummers openbaar via negen regionale radiozenders, zijnde SR 1 Europawelle, Bayern 3, Bremen Vier, 1LIVE, Fritz, HR 3, MDR Jump, NDR 2 en SWR3. De luisteraars konden via een online voting hun favoriet kiezen. Tijdens de nationale finale zelf kon het publiek via de telefoon of per sms stemmen op zijn favoriete act. Ten derde was er ook een vakjury die zijn mening gaf, bestaande uit vijf Duitse muziekexperts. Elke jury bepaalde 33 % van het puntentotaal.
Oorspronkelijk was het de bedoeling om ook twee halve finales te organiseren, maar ARD moest vaststellen dat alle geschikte hallen reeds geboekt waren toen het in juni 2012 de nationale finale begon voor te bereiden. Unser Star für Malmö vond plaats in de TUI Arena in Hannover. Presentatrice van dienst was Anke Engelke, die ook het Eurovisiesongfestival 2011 aan elkaar praatte.
Uiteindelijk won Cascada Unser Song für Malmö. De act haalde het van LaBrassbanda, die het maximum van de punten van de radioluisteraars had gekregen, maar slechts één punt kreeg van de vakjury. Söhne Mannheims eindigde op de derde plaats.

## Unser Song für Malmö
14 februari 2013
| Plaats | Artiest                          | Lied                   | Radio | Jury | Publiek | Totaal |
| ------ | -------------------------------- | ---------------------- | ----- | ---- | ------- | ------ |
| 1      | Cascada                          | Glorious               | 10    | 8    | 12      | 30     |
| 2      | LaBrassBanda                     | Nackert                | 12    | 1    | 10      | 23     |
| 3      | Söhne Mannheims                  | One love               | 7     | 5    | 5       | 17     |
| 4      | Saint Lu                         | Craving                | 0     | 10   | 6       | 16     |
| 5      | Nica & Joe                       | Elevated               | 4     | 4    | 8       | 16     |
| 6      | Blitzkids mvt.                   | Heart on the line      | 1     | 12   | 2       | 15     |
| 7      | Ben Ivory                        | The righteous ones     | 6     | 7    | 0       | 13     |
| 8      | Betty Dittrich                   | Lalala                 | 8     | 0    | 4       | 12     |
| 9      | Finn Martin                      | Change                 | 3     | 6    | 3       | 12     |
| 10     | Die Priester feat. Mojca Erdmann | Meerstern, sei gegrüßt | 2     | 0    | 7       | 9      |
| 11     | Mobilée                          | Little sister          | 5     | 3    | 0       | 8      |
| 12     | Mia Diekow                       | Lieblingslied          | 0     | 2    | 1       | 3      |

## In Malmö
Als lid van de vijf grote Eurovisielanden mocht Duitsland rechtstreeks deelnemen aan de grote finale, op zaterdag 18 mei 2013. Duitsland werd 21ste.

### Gekregen punten
| 12 punten | 10 punten | 8 punten           | 7 punten | 6 punten      |
| --------- | --------- | ------------------ | -------- | ------------- |
|           |           |                    |          | - Oostenrijk  |
| 5 punten  | 4 punten  | 3 punten           | 2 punten | 1 punt        |
| - Israël  |           | - Albanië - Spanje |          | - Zwitserland |

### Gegeven punten

#### Halve Finale 2
Punten gegeven in de halve finale:
| 12 punten | IJsland     |
| 10 punten | Hongarije   |
| 8 punten  | Griekenland |
| 7 punten  | Roemenië    |
| 6 punten  | Armenië     |
| 5 punten  | Malta       |
| 4 punten  | Israël      |
| 3 punten  | Finland     |
| 2 punten  | Noorwegen   |
| 1 punt    | Zwitserland |

#### Finale
Punten gegeven in de finale:
| 12 punten | Hongarije    |
| 10 punten | Denemarken   |
| 8 punten  | IJsland      |
| 7 punten  | Noorwegen    |
| 6 punten  | Griekenland  |
| 5 punten  | Malta        |
| 4 punten  | Azerbeidzjan |
| 3 punten  | Zweden       |
| 2 punten  | Rusland      |
| 1 punt    | Finland      |